# Гляйхен (Нижня Саксонія)
Гляйхен (нім. Gleichen) — громада в Німеччині, розташована в землі Нижня Саксонія. Входить до складу району Геттінген.
Площа — 128,93 км2. Населення становить 8739 ос. (станом на 31 грудня 2021).

## Географії

### Адміністративний поділ
Селища, підпорядковані громаді:
- Баєнроде
- Беннігаузен
- Бішгаузен
- Бремке
- Дімарден
- Етценборн
- Гелліегаузен
- Гросс-Ленгден
- Ішенроде
- Керстлінгероде
- Кляйн-Ленгден
- Ріттмарсгаузен
- Заттенгаузен
- Вайсенборн
- Вельмарсгаузен